# Rally Valle de Arán
El Rally Valle de Arán fue una prueba de rally que se celebró desde 1956 en la comarca homónima de la provincia de Lérida (Cataluña) y organizada por el Moto Club Lérida y el RACC. En el mismo compitieron tanto automóviles como motocicletas en categorías separadas y fue puntuable para el campeonato de Cataluña y para el campeonato de España en dos ocasiones. 
La primera edición se programó para los días 20 y 21 de mayo de 1965 con un itinerario de 515 km repartidos en cuatro etapas y que visitaba las localidades de Tárrega, Lérida, Alfarrás, Balaguer, Artesa de Segre, Tremp, Puebla de Segur, Sort, Viella, Pont de Suert, Pobla de Suert, Ager, Termens y por último Lérida de nuevo, como punto final. La prueba estaba destinada tanto a motocicletas como a automóviles y era puntuable para el campeonato catalán de automovilismo.

## Palmarés
| Año  | Edición                                      | Piloto              | Copiloto             | Vehículo                   | Series   |
| ---- | -------------------------------------------- | ------------------- | -------------------- | -------------------------- | -------- |
| 1956 | 1.º Rallye Valle de Arán                     | Arturo Cortés       | Mercedes de Diógenes | Simca Aronde               | Cataluña |
| 1956 | 1.º Rallye Valle de Arán                     | J. Carrás           | J. Carrás            | Guzzi 98                   | Cataluña |
| 1957 | 2.º Rallye Valle de Arán                     | Mariano Cugueró     | Sra. Cugueró         | Alfa Romeo 1900 S          |          |
| 1958 | 3.º Rallye Valle de Arán                     | Francisco J. Anet   | Luis Dalmau          | Renault 4/4                | Cataluña |
| 1958 | 3.º Rallye Valle de Arán                     | César Tuñón         | César Tuñón          | Guzzi Hispania Z98         | Cataluña |
| 1959 | 4.º Rallye Valle de Arán                     | Víctor Sagi         | Rafael Ramoneda      | Renault Dauphine           | Cataluña |
| 1959 | 4.º Rallye Valle de Arán                     | Juan Carlos Barade  | Juan Carlos Barade   | Guzzi Hispania Z98         | Cataluña |
| 1960 | 5.º del Valle de Arán-Rallye de los Pirineos | Jaime Juncosa       | Jaime Juncosa Jr.    | SEAT 600                   | Cataluña |
| 1960 | 5.º del Valle de Arán-Rallye de los Pirineos | José Sánchez        | José Sánchez         | Guzzi Hispania Z98         | Cataluña |
| 1961 | 6.º Rallye Valle de Arán                     | Jaime Juncosa Sr.   | Manuel Juncosa       | SEAT 600                   | Cataluña |
| 1961 | 6.º Rallye Valle de Arán                     | José Sol            | José Sol             | Bultaco                    | Cataluña |
| 1962 | 7.º Rallye Valle de Arán                     | Ignacio Baixeras    | María Luisa Boter    | BMW 700 Sport              |          |
| 1963 | 8.º Rallye Valle de Arán                     | Jaime Juncosa       | Bandera de ?         | Fiat Abarth 850            | Cataluña |
| 1963 | 8.º Rallye Valle de Arán                     | Oriol Regás         | Oriol Regás          | Montesa Impala             | Cataluña |
| 1964 | 9.º Rally Valle de Arán                      | Andrés Basolí       | Bandera de ?         | Mercedes-Benz              | Cataluña |
| 1965 | 10.º Rally Valle de Arán                     | J. Costa            | Bandera de ?         | Cooper 1300                |          |
| 1965 | 10.º Rally Valle de Arán                     | Oriol Regás         | Oriol Regás          | Montesa                    |          |
| 1966 | 11.º Rallye Valle de Arán                    | Jaime Samsó         | Juan Vidal           | Austin Cooper S-Broadspeed | España   |
| 1967 | 12.º Rally Valle de Arán                     | Jorge de Bagration  | Alberto Ruiz-Giménez | Lancia Fulvia HF           | España   |
| 1968 | 13.º Rallye Valle de Arán                    | Josep March         | Bandera de ?         | Porsche 911                | Cataluña |
| 1970 | 14.º Rallye Valle de Arán                    | Gerardo Hoffman     | Genové               | Renault 8 Gordini          |          |
| 1971 | 15.º Rallye Valle de Arán                    | Bandera de ?        | Bandera de ?         |                            | Lérida   |
| 1972 | 16.º Rallye Valle de Arán                    | Antoni Puigdellivol | Carles Santacreu     | Alpine                     |          |